# Proostpolder (Groede)
De Proostpolder is een polder ten noorden van Groede, behorende tot de Catspolders.
De 176 ha metende polder werd ingedijkt onder regie van onder meer Jacob Cats. Aan de noordrand van de polder ligt de Zwarte Gatsche Kreek met een drassige oever. Verder vindt men in de polder Groede Podium (het voormalige Hertenkamp), een recreatieterrein op de plaats van een vroegere nederzetting van de Atlantikwall.
De polder wordt begrensd door de Zwarte Gatsche Kreek, de Gerard de Moorweg, de Noordweg II, de Woordweg en de Catsweg.